# Rörelsemängdsmoment
Rörelsemängdsmoment (ibland även benämnt impulsmoment) är ett centralt begrepp inom fysiken. I klassisk mekanik gäller att för en roterande kropp är rörelsemängdsmomentets förändring, och därmed också kroppens rotationstillstånd, relaterad till momentet av de yttre krafter som verkar på kroppen. För en kropp som roterar kring en fast punkt bestäms rörelsemängdsmomentet med avseende på punkten av kroppens massfördelning relativt punkten och dess vinkelhastighet. Även inom kvantmekanik är rörelsemängdsmoment en viktig storhet.

## Rotationsstabilisering (ballistik)
Inom ytterballistik används principen av rörelsemängdsmoment (gyroeffekten) som stabiliseringsmetod för att styra avlånga projektiler så de går med spetsen före i projektilbanan och inte tumlar, så kallad rotationsstabilisering eller "gyrostabilisering". Genom att sätta projektilen i rotation kring sin längdaxel under avfyrning verkar principen genom masskrafterna vid projektilens rotation och stabiliserar projektilen i längdriktningen genom att bevara vinkelmomentet.
Denna aerodynamiska stabilitet medverkar till högre precision och en rakare projektilbana, även i vakuum. Förutom den ballistiska kurvan som orsakas av gravitationen ger rotationen en rörelse i sidled på grund av Magnuseffekten. 

## Rörelsemängdsmoment inom klassisk mekanik

Relationer mellan kraft (F), vridmoment (τ), rörelsemängd (p),
rörelsemängdsmoment (L) och den radiella vektorn (r) i ett roterande system.

### Definition
Rörelsemängdsmomentet L för en partikel kring en punkt O är definierad som kryssprodukten
{\displaystyle \mathbf {L} _{\mathrm {O} }=\mathbf {r} \times \mathbf {p} }
där r är partikelns positionsvektor relativt O och p är partikelns rörelsemängd.  Rörelsemängdsmomentet med avseende på en axel definieras som projektionen på axeln av rörelsemängdsmomentet med avseende på en punkt på axeln och är följaktligen en skalär storhet.
Den härledda SI-enheten för rörelsemängdsmoment är 1  newton·meter·sekund; 1 N·m·s (kgm²s−1).
På grund av definitionen som en kryssprodukt är L en pseudovektor vinkelrät mot både den radiella vektorn r och rörelsemängdvektorn p. 
Om ett system består av flera partiklar är det totala rörelsemängdsmomentet med avseende på en punkt eller en axel summan av rörelsemängdsmomenten för de ingående partiklarna. För en stel kropp som roterar kring en fix axel är rörelsemängdsmomentet med avseende på rotationsaxeln 
{\displaystyle L=I\cdot \omega ,}
där {\displaystyle I} är kroppens tröghetsmoment kring rotationsaxeln och {\displaystyle \omega } är vinkelhastigheten. För en stel kropp som roterar kring en fix punkt ges rörelsemängdsmomentet med avseende på nämnda punkt av sambandet
{\displaystyle \mathbf {L} =\mathbf {I} \cdot {\boldsymbol {\omega }},}
där I är tröghetsmoment i den aktuella punkten, och {\displaystyle \omega } är vinkelhastighetsvektorn. Vid allmän rörelse för en stel kropp kan rörelsemängdsmomentet med avseende på en punkt beräknas som summan av två termer, dels rörelsemängdsmomentet med avseende på momentpunkten för en tänkt partikel med samma massa som kroppen och samma läge och hastighet som kroppens tyngdpunkt, dels kroppens rörelsemängdsmoment med avseende på tyngdpunkten.

### Lagen för rörelsemängdsmomentet
För en partikel ger lagen för rörelsemängdsmomentet med avseende på en fix punkt O att
{\displaystyle {\dot {\mathbf {L} }}_{\mathrm {O} }=\mathbf {M} _{\mathrm {O} },}
där {\displaystyle \mathbf {L} _{\mathrm {O} }} är rörelsemängdsmomentet och {\displaystyle \mathbf {M} _{\mathrm {O} }} är de yttre krafternas moment med avseende på punkten O. Lagen kan härledas direkt ur Newtons lagar. 
Lagen gäller också för ett system av partiklar under förutsättning att dessa påverkar varandra med centralkrafter. Om en allmän kropp modelleras som ett sådant partikelsystem gäller även lagen för denna.  Alternativt kan den postuleras. Motsvarande samband gäller om O ersätts av kroppens tyngdpunkt. För en stel kropp som roterar kring en fix axel a förenklas lagen till
{\displaystyle I_{\mathrm {a} }{\dot {\omega }}=M_{\mathrm {a} }.}
Här är {\displaystyle I_{\mathrm {a} }} tröghetsmomentet, {\displaystyle \omega } vinkelhastigheten och {\displaystyle M_{\mathrm {a} }} kraftmomentet.
Ur lagen följer också att rörelsemängdsmomentet konserveras om yttre krafternas moment är noll. Detta är exempelvis fallet för en kropp som enbart påverkas av tyngdkraften, så kallad fri rotation.

## Rörelsemängdsmoment inom kvantmekaniken
Inom kvantmekaniken är rörelsemängdsmomentet kvantiserad, det vill säga det kan inte variera kontinuerligt, utan endast mellan specifika tillåtna värden. Rörelsemängdsmomentet för en subatomisk partikel, beroende på dess rörelse genom rummet, är alltid en heltalsmultipel av {\displaystyle \hbar }, definierad som Plancks konstant dividerad med 2π.
Experiment har visat att de flesta subatomiska partiklarna har ett permanent, inbyggt rörelsemängdsmoment, vilket inte har att göra med deras rörelse genom rummet. Detta spinn, rörelsemängdsmoment, förekommer i enheter av {\displaystyle \hbar /2}. Till exempel, en elektron i vila har ett rörelsemängdsmoment av {\displaystyle \hbar /2}.

### Grundläggande definitioner
Den klassiska definitionen av rörelsemängdsmoment som
{\displaystyle \ \mathbf {L} =\mathbf {r} \times \mathbf {p} }
beror av sex storheter:
{\displaystyle \ r_{x}}, {\displaystyle \ r_{y}}, {\displaystyle \ r_{z}}, {\displaystyle \ p_{x}}, {\displaystyle \ p_{y}}, och {\displaystyle \ p_{z}}.
Osäkerhetsrelationen innebär att det inte är möjligt att mäta alla dessa värden samtidigt med godtycklig noggrannhet.
Detta innebär att det finns gränser för med vilken noggrannhet rörelsemängdsmomentet kan vara känt eller kan mätas.
Det visar sig att det bästa som går att åstadkomma är att samtidigt mäta rörelsemängdsmomentsvektorns amplitud och en av dess komponenter.
Inom kvantmekaniken definieras inte rörelsemängdsmomentet som en kvantitet utan som en operator för vågfunktionen
{\displaystyle \mathbf {L} =\mathbf {r} \times \mathbf {p} }
där {\displaystyle \ \mathbf {r} } och {\displaystyle \ \mathbf {p} } är position- respektive rörelsemängdsmomentoperatorn. Speciellt, för en enskild partikel utan elektrisk laddning och spinn, kan rörelsemängdsmomentet skrivas som
{\displaystyle \mathbf {L} =-i\hbar (\mathbf {r} \times \nabla )}
där {\displaystyle \nabla } är gradientoperatorn. Denna orbitala rörelsemängdsmomentoperator är den vanligast förekommande formen av rörelsemängdsmomentoperator. Den satisfierar följande kommutativa relation
{\displaystyle [L_{i},L_{j}]=i\hbar \epsilon _{ijk}L_{k}},
där εijk är den (antisymmetriska) Levi-Civita symbolen.
Av detta följer
{\displaystyle \left[L_{i},L^{2}\right]=0}
Då,
{\displaystyle L_{x}=-i\hbar (y{\partial  \over \partial z}-z{\partial  \over \partial y})}
{\displaystyle L_{y}=-i\hbar (z{\partial  \over \partial x}-x{\partial  \over \partial z})}
{\displaystyle L_{z}=-i\hbar (x{\partial  \over \partial y}-y{\partial  \over \partial x})}
följer till exempel,
{\displaystyle {\begin{aligned}\left[L_{x},L_{y}\right]&=-\hbar ^{2}\left((y{\partial  \over \partial z}-z{\partial  \over \partial y})(z{\partial  \over \partial x}-x{\partial  \over \partial z})-(z{\partial  \over \partial x}-x{\partial  \over \partial z})(y{\partial  \over \partial z}-z{\partial  \over \partial y})\right)\\&=-\hbar ^{2}\left(y{\partial  \over \partial x}-x{\partial  \over \partial y}\right)=i\hbar L_{z}.\\\end{aligned}}}